# Klärwerk Kasslerfeld

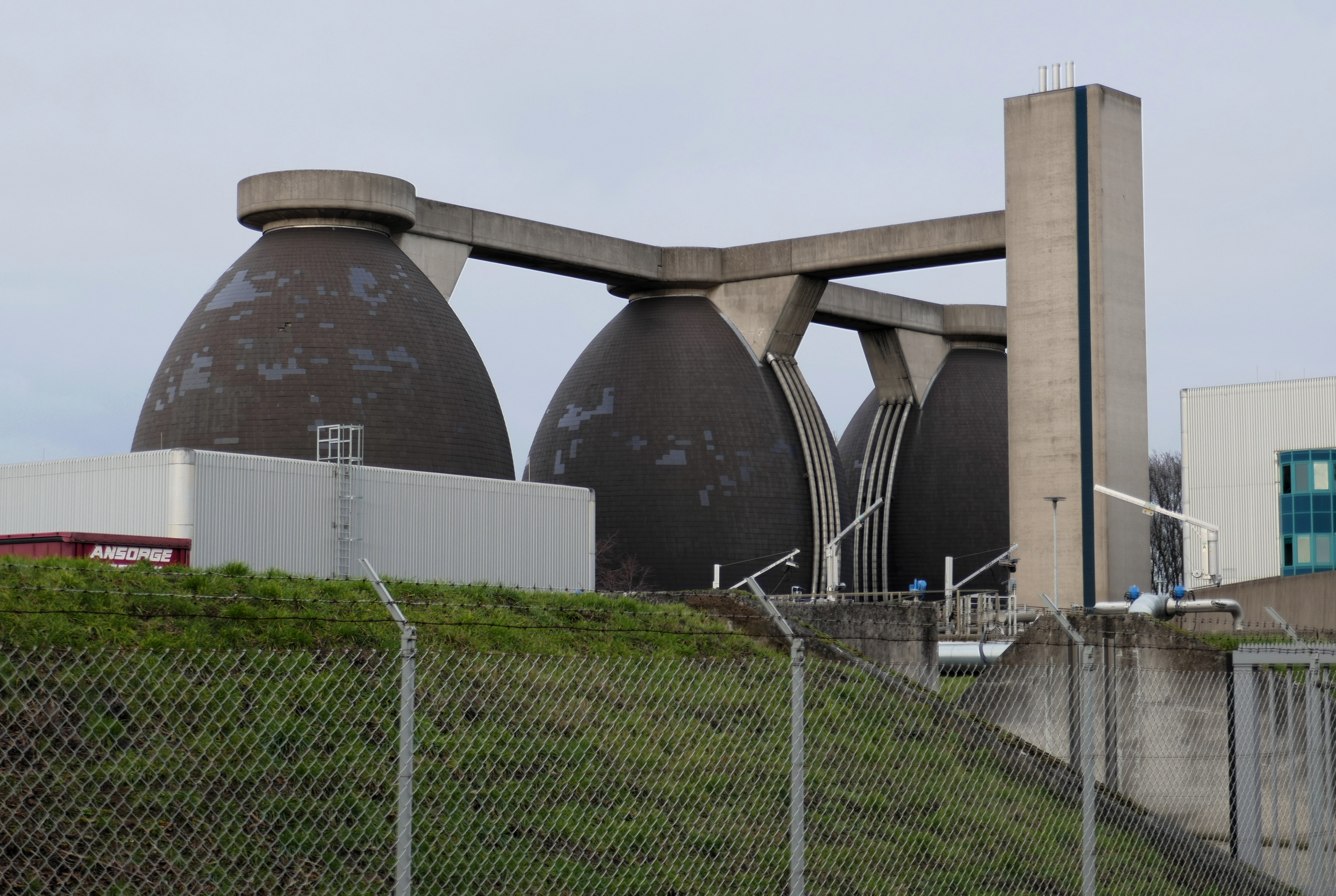
Klärwerk Kasslerfeld Faultürme

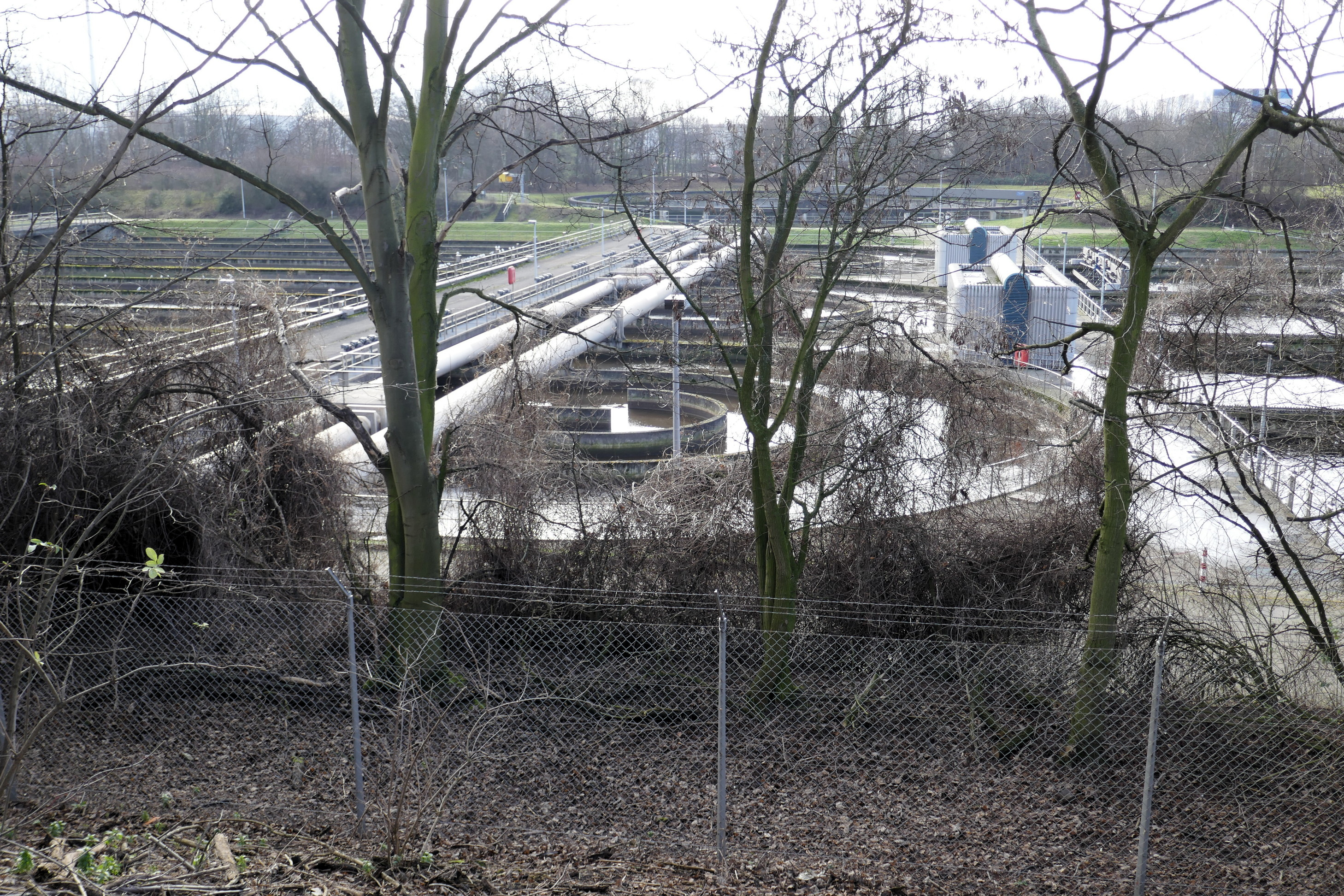
Klärwerk Kasslerfeld

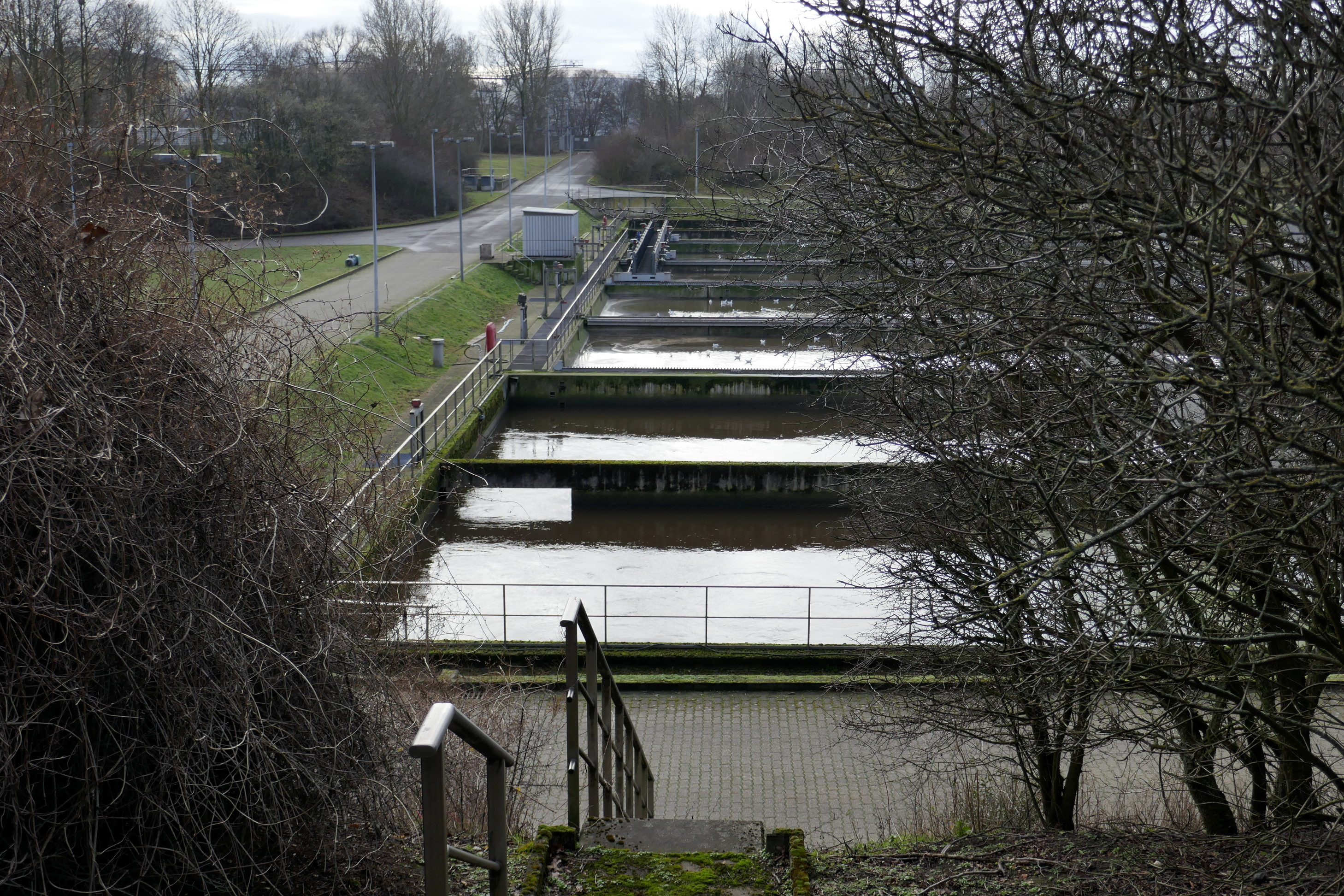
Klärwerk Kasslerfeld

Das Klärwerk Kasslerfeld ist eine von 72 Kläranlagen des Ruhrverbandes. Es liegt in Duisburg-Kasslerfeld an der Mündung der Ruhr in den Rhein unweit der Landmarke Rheinorange.
Das Einzugsgebiet ist über 5500 Hektar groß und wird von der Ruhr durchflossen. Es umfasst das Stadtgebiet von Mülheim an der Ruhr (außer Selbeck), in Duisburg die Bereiche  Neudorf, Duissern, Altstadt, Kaßlerfeld, Neuenkamp und Kaiserberg, in Oberhausen teilweise das Zentrum sowie Alstaden und Styrum, in Essen: Haarzopf und Ruhmbachtal. Angeschlossen sind ca. 250.000 Einwohner und diverse Gewerbebetriebe, verarbeitet werden können circa 450.000 Einwohnergleichwerte, die Jahresabwassermenge beträgt 41 Millionen Kubikmeter. 
Die Anlage bestand ab 1954 aus einer mechanisch-chemischen Reinigungsstufe mit Rechen, Sandfang und Absetzbecken. Dazu kamen ein Faulbehälter und Schlammlagerplätze. Bereits in den 1970er Jahren sollte eine biologische Reinigungsstufe mit Schlammverbrennungsanlage dazu kommen, diese wurde aber aus Immissionsschutzgründen zunächst abgelehnt. In einem Planfeststellungsverfahren von 1982 bis 1987 wurde die Neuplanung genehmigt, von 1988 bis 1992 unter Weiterbetrieb der alten Anlage die Baumaßnahmen durchgeführt. Die Baukosten betrugen 320 Millionen DM und wurden zu 80 % im Rahmen des Programmes „Zukunftsinitiative Montanregionen“ (ZIM) durch das Land Nordrhein-Westfalen gefördert.
Auflagen im Förderprogramm schrieben einen besonders ökologischen Betrieb des Klärwerkes vor, welchem mit innovativen Energie- und Lärmkonzepten Rechnung getragen wird. Rechenwerk und andere Anlagen befinden sich aus Lärm- und Emissionsgründen in geschlossenen Gebäuden. Der Rohschlamm läuft beim Pumpen durch einen Rekuperator (Schlamm-Schlamm-Wärmetauscher) in die Faulbehälter und wird durch den ablaufenden Faulschlamm aufgewärmt. Die Faulgase des Klärschlammes betreiben fünf Gasmotoren. Daran angeschlossene Turbogebläse (je 500 kW) sorgen für die Belüftung der Belebtschlammbecken. Mit dem Gas betriebene Generatoren (750 kW) erzeugen elektrische Energie für den Eigenbedarf. Mittels Kraft-Wärme-Kopplung wird die Abwärme der Gasmotoren über Wärmetauscher zurückgewonnen. Insgesamt fallen 480.000 Kubikmeter Faulgas pro Jahr an, die Energieausbeute beträgt 84 %, drei Viertel des Energiebedarfes zum Betrieb der Anlage können aus Eigenmitteln generiert werden.
Die Kläranlage Kasslerfeld ist Teil der Route der Industriekultur. Vom Haus Ruhrnatur werden regelmäßig Exkursionen für Schulklassen angeboten, eine Besichtigung ist auch direkt über den Ruhrverband möglich.